# Parc national de Campo-Ma’an
Le parc national de Campo-Ma’an est l'un des parcs nationaux du Cameroun. Il est situé dans la région du Sud, en bordure du golfe de Guinée.

## Localisation
Situé au Sud-Cameroun sur la côte de l’océan Atlantique, le parc national de Campo Ma’an (264 064 ha / 2 604 km2) a été érigé en parc national en 2000 (créé par arrêté 2000/004/PN du 6 janvier 2000) afin de protéger sa diversité biologique de forêt littorale contre les dégâts de la déforestation et du pipeline Tchad-Cameroun. Les montagnes, ainsi que quelques plateaux, couvrent la partie nord du parc alors que la partie sud est principalement couverte de collines et de petites vallées. À l’ouest, l’altitude est généralement inférieure à 300 mètres alors qu’à l’est, la topographie est plus variée, possédant des altitudes oscillant entre 400 et 1 097 mètres.

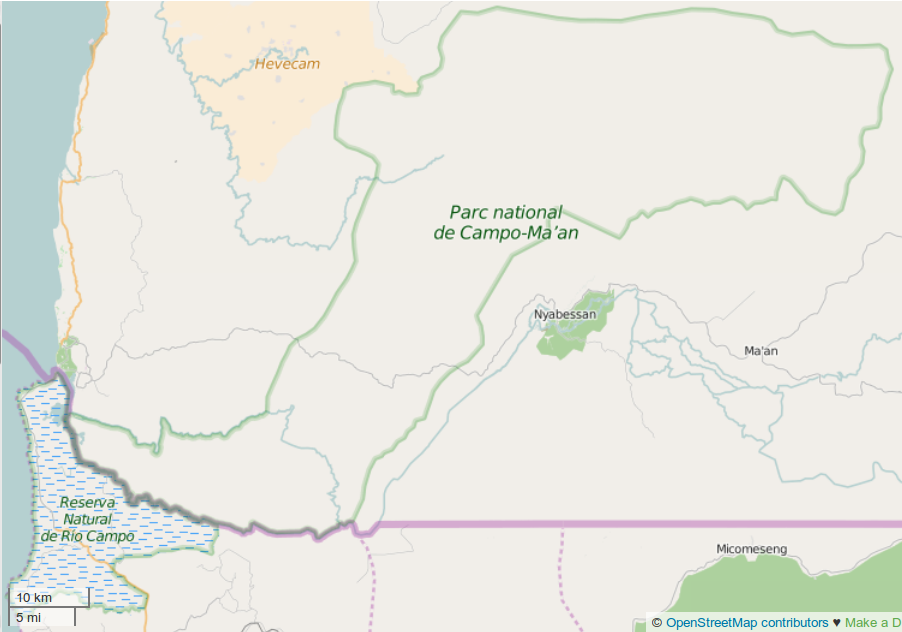

L’inventaire des espèces à ce jour dénombre une grande variété biologique dans le Parc :
- 1 500 espèces de plantes (114 endémiques)
- 80 grands et moyens mammifères
- 390 invertébrés
- 249 espèces de poissons
- 112 reptiles,
- 80 amphibiens
- 302 oiseaux.

Avec cet important nombre d’oiseaux, le parc national de Campo Ma’an est classé par Birdlife International comme « Zone importante pour la conservation des oiseaux ». Parmi les mammifères du parc, on retrouve certaines espèces de grande importance, dont certaines sont considérées comme menacées (23 sont sur la liste rouge de l'UICN) telles que le pangolin géant (Manis gigantea), l'éléphant d'Afrique (Loxodonta africana cyclotis), le gorille (Gorilla gorilla), le léopard (Panthera pardus), le Buffle nain (Synerus caffer nanus) et le mandrill (Mandrillus sphinx).